# Casarile
Casarile est une commune italienne d'environ 3 800 habitants située dans la ville métropolitaine de Milan, dans la région Lombardie, dans l'Italie nord-occidentale.

## Administration
| Période                                  | Période | Identité | Étiquette | Qualité |
| ---------------------------------------- | ------- | -------- | --------- | ------- |
|                                          |         |          |           |         |
| Les données manquantes sont à compléter. |         |          |           |         |

### Communes limitrophes
Lacchiarella, Vernate, Binasco, Rognano, Giussago.